# Tytgat Chocolat
Tytgat Chocolat is een Vlaamse zevendelige dramaserie, geregisseerd én geschreven door Marc Bryssinck en Filip Lenaerts, die van 10 september tot 22 oktober 2017 uitgezonden werd op Eén. De meeste hoofdrolspelers zijn acteurs van de theatergroep Theater STAP uit Turnhout, een gezelschap van acteurs met een mentale beperking.
Het idee van de serie ontstond in 2006 toen regisseur Filip Lenaerts Theater STAP bezocht. Het klikte met Marc Bryssinck, artistiek directeur van het theater. De twee schreven samen het verhaal van de romantische roadmovie en worden er ook de regisseurs van. Er werd gefilmd in 2015. Heel wat opnames vonden in de Kempen plaats, onder meer in het Turnhouts bedrijf Amival waar 400 medewerkers met een arbeidsbeperking actief zijn, maar ook bij Soudal in Turnhout, in de vroegere gebouwen van Lavetan in Vosselaar, bij Bakkerij Gretie in Retie en aan het station van Turnhout. Er waren ook opnames op meerdere locaties in Nederland, Duitsland, Oostenrijk, Slovenië, Kroatië en Kosovo.
De serie werd in april 2017 geselecteerd voor de achtste editie van het Festival Séries Mania in Parijs. Uitzending in Vlaanderen volgde in de herfst van 2017. Op donderdag 26 oktober 2017 wordt de serie afgesloten met een documentaire "making-of".
In 2017 won het programma de Prix Europa voor beste Europese fictieprogramma.

## Verhaal
Jasper Vloemans start te werken als inpakker van chocoladetruffels in de chocoladefabriek Tytgat Chocolat, waar de inpakafdeling een maatwerkbedrijf is, een werkplek voor personen met een arbeidsbeperking. Dat is een bewuste keuze van Roman Tytgat, de bedrijfsleider van het bedrijf. Hij heeft zelfs een aparte naam voor de afdeling, Huis Indra, naar zijn overleden zusje die syndroom van Down had. In die inzet voor zijn werknemers voor de inpakafdeling wordt hij tegengewerkt door de financieel directeur Andy Verherstraeten en diens grootvader, voormalig financieel directeur Achille Verherstraeten.
Jasper heeft het syndroom van Down. Zijn vader Raoul, in prepensioen, is heel bezorgd, Jaspers moeder moedigt Jasper daarentegen aan te groeien naar meer onafhankelijkheid. Hoewel Jasper al meerdere mislukte liefdes achter de rug heeft, en zich heeft voorgenomen niet meer op zoek te gaan naar een nieuwe liefde en zich op de muziek te werpen, valt hij toch ook voor de op hem verliefde collega Tina Dibrani, een collega die autisme en een lichte verstandelijke beperking heeft. Vader Vloemans vindt ook deze ontwikkeling maar niets, maar moeder geeft haar zegen. Maar de prille relatie loopt mis nog voor ze is kunnen groeien. Want Tina is nog in een lopende aanvraag voor asiel, en wanneer haar aanvraag wordt afgewezen, wordt ze uitgewezen naar Kosovo. Vijf van haar collega's, met Jasper in de eerste plaats, reizen Tina achterna om haar terug te zoeken. Jasper vertrekt met zijn vrienden naar Kosovo, met de trein bereiken ze München waar een deel van de groep met de gestolen bankkaart van Roman gaat shoppen en eten. Dan raken ze de bankkaart kwijt waardoor ze moeten liften, ze komen een groep motorrijders tegen die hun een lift willen geven. In de fabriek begint Roman door te krijgen wat ze van plan zijn.

## Rolverdeling
| Acteur          | Personage                                |
| --------------- | ---------------------------------------- |
| Jelle Palmaerts | Jasper Vloemans                          |
| Mira Bryssinck  | Tina Dibrani                             |
| Jan Goris       | Crispijn ("Spijker")                     |
| Jason Van Laere | Max                                      |
| Gert Wellens    | Cédric                                   |
| Peter Janssens  | Django                                   |
| Wim Opbrouck    | Roman Tytgat, CEO Tytgat Chocolat        |
| Marc Van Eeghem | Lode Tytgat                              |
| Els Dottermans  | Rachel Tytgat                            |
| Frank Focketyn  | Raoul Vloemans, vader van Jasper         |
| Mieke De Groote | Nikki Vloemans, moeder van Jasper        |
| Flor Decleir    | Andy Verherstraeten, CFO Tytgat Chocolat |
| Jan Decleir     | Achille Verherstraeten                   |

Andere acteurs van Theater STAP die meespeelden waren Ann Dockx, Catherine Springuel, Els Laenen, Els Van Gils, Gitte Wens, Guy Dirken, Leen Teunkens, Liesbeth De Hertogh, Luc Loots, Marc Wagemans, Nancy Schellekens, Peter Vanlommel, Pieter Lavrijssen en Rik Van Raak.